# Castañeras
Castañeras es un lugar español de la parroquia de Novellana, perteneciente al municipio de Cudillero, en la comunidad autónoma de Asturias.

## Historia
Hacia mediados del siglo XIX, el lugar, ya por entonces perteneciente a la parroquia de Novellana del municipio de Cudillero, tenía contabilizada una población de 85 habitantes. Aparece descrito en el sexto volumen del Diccionario geográfico-estadístico-histórico de España y sus posesiones de Ultramar de Pascual Madoz con las siguientes palabras:

CASTAÑERAS: l. en la prov, de Oviedo, ayunt. de Cudillero y felig. de Santiago de Novellana. (V.) pobl.: 20 vec. 85 almas.
(Madoz, 1847, p. 83)

En 2023, la entidad singular de población de Castañeras tenía empadronados 68 habitantes, todos ellos en el núcleo de población de ese nombre.